# Aloe polyphylla
Aloe polyphylla là một loài thực vật có hoa trong họ Măng tây. Loài này được Pillans mô tả khoa học đầu tiên năm 1934.

## Hình ảnh

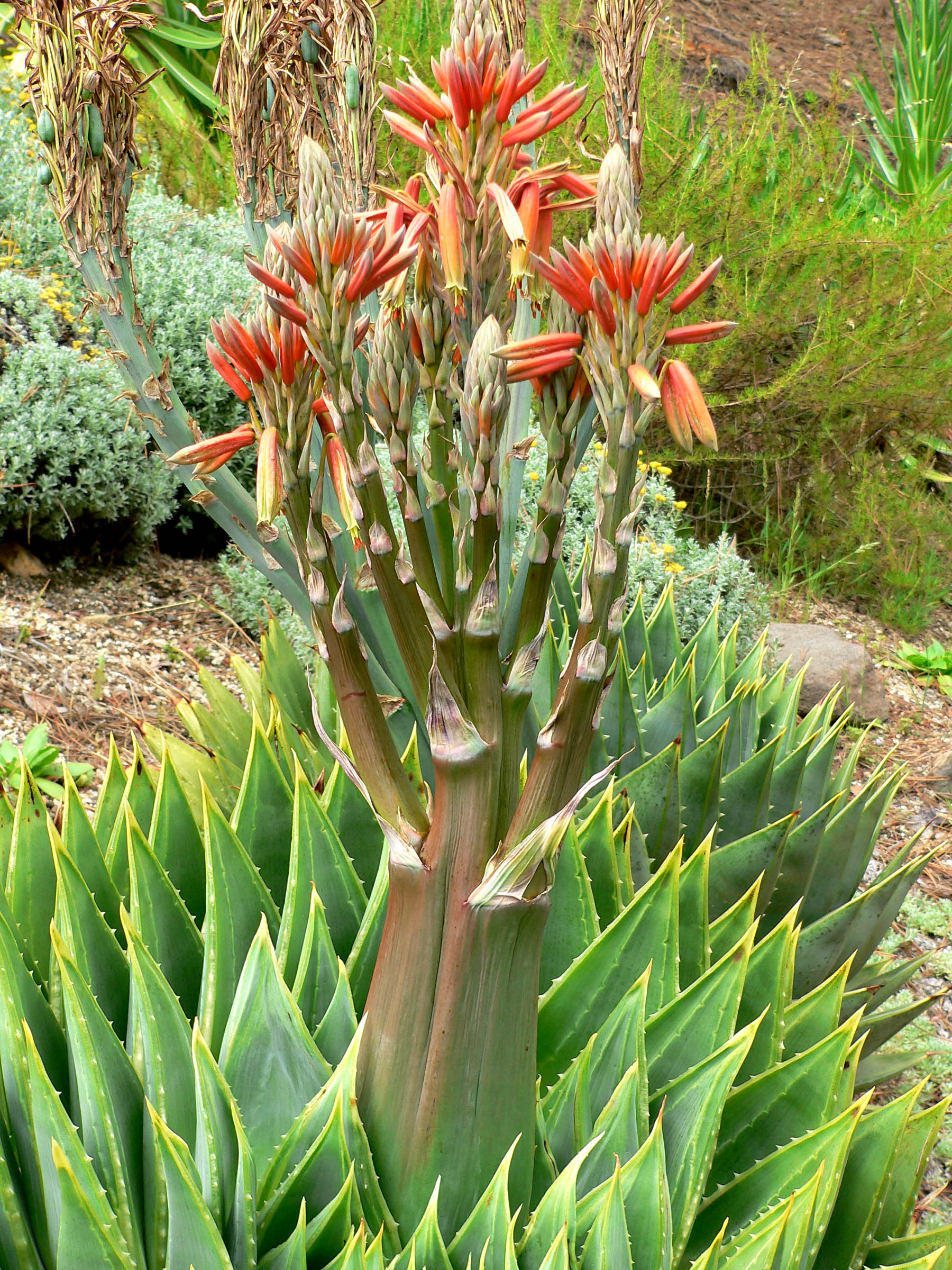
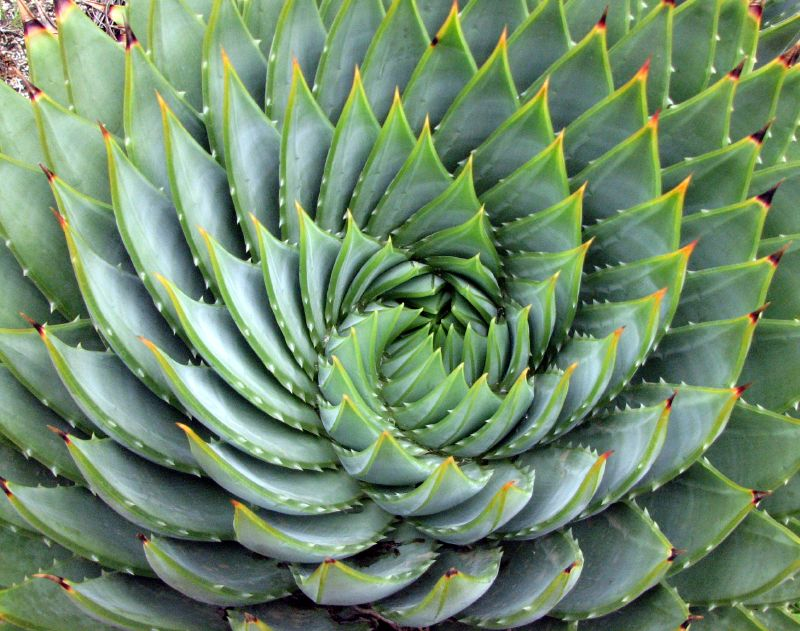
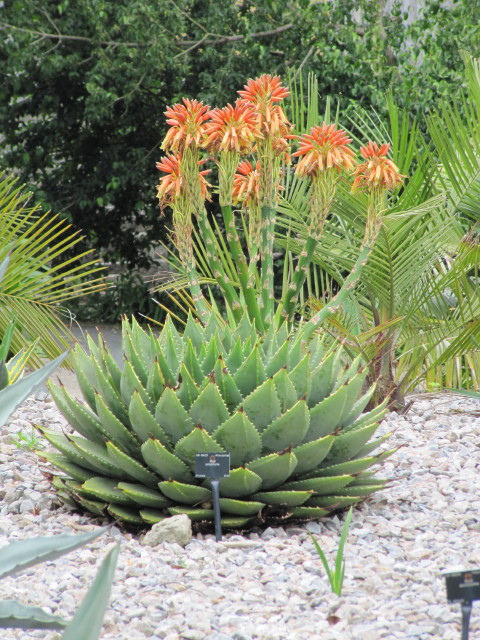
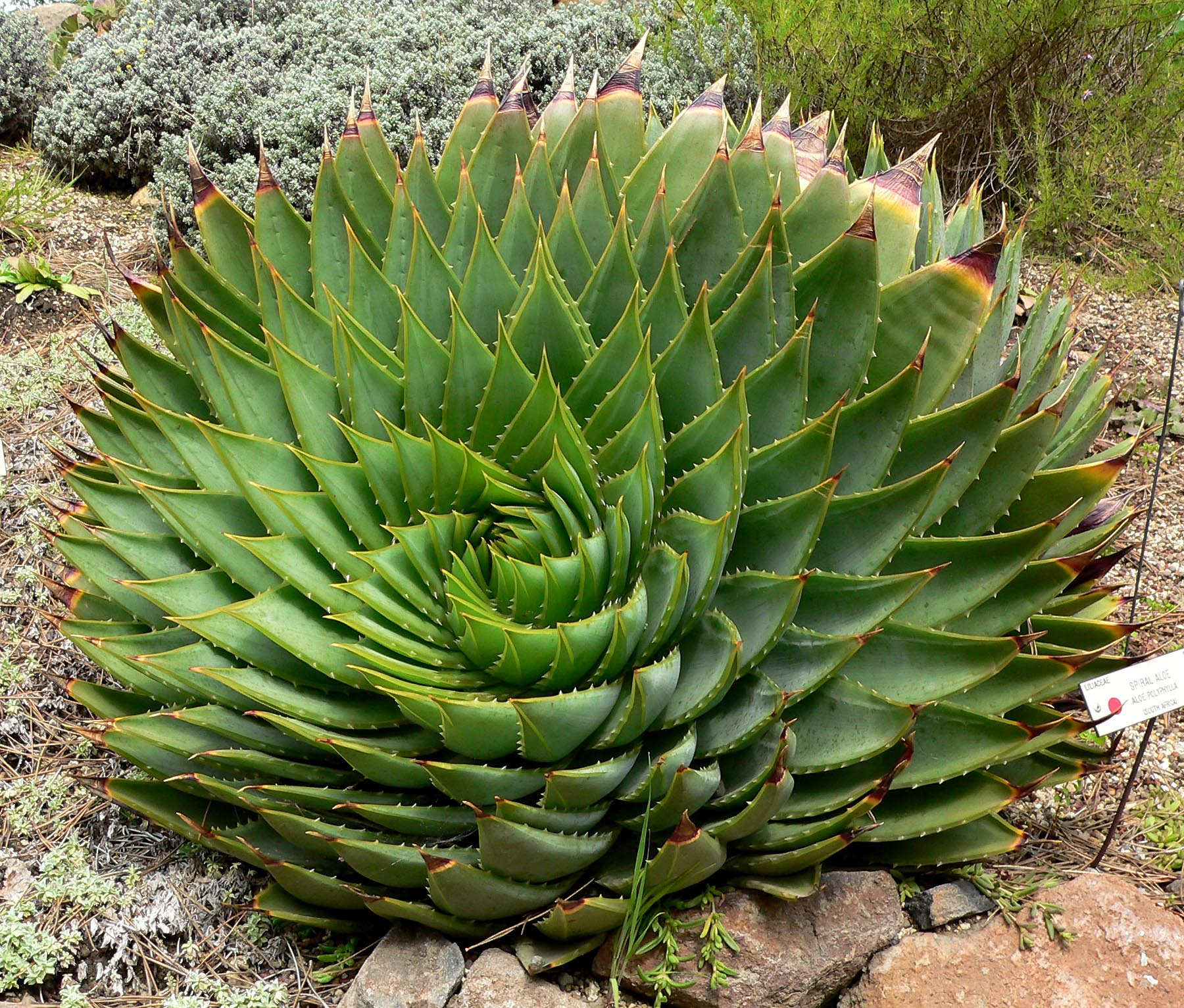